# Frank Dundr
Frank Dundr (25 de enero de 1957) es un deportista de la RDA que compitió en remo.
Participó en los Juegos Olímpicos de Moscú 1980, obteniendo una medalla de oro en la prueba de cuatro scull. Ganó dos medallas de oro en el Campeonato Mundial de Remo, en los años 1977 y 1978.

## Palmarés internacional
| Juegos Olímpicos   | Juegos Olímpicos          | Juegos Olímpicos | Juegos Olímpicos |
| Año                | Lugar                     | Medalla          | Prueba           |
| ------------------ | ------------------------- | ---------------- | ---------------- |
| 1980               | Moscú (URSS)              | Medalla de oro   | Cuatro scull     |
| Campeonato Mundial |                           |                  |                  |
| Año                | Lugar                     | Medalla          | Prueba           |
| 1977               | Ámsterdam (Países Bajos)  | Medalla de oro   | Cuatro scull     |
| 1978               | Cambridge (Nueva Zelanda) | Medalla de oro   | Cuatro scull     |